# Jujutsu kaisen - Sorcery Fight 0: L'istituto di arti occulte
L'istituto di arti occulte (東京都立呪術高等専門学校?, Tōkyō toritsu jujutsu kōtō senmon gakkō) è un manga scritto e disegnato da Gege Akutami e serializzato sulla rivista Jump Giga di Shūeisha nel 2017 tra aprile e luglio. Nel dicembre 2018, a seguito dell'inizio dell'opera successiva di Akutami, il sequel Jujutsu kaisen - Sorcery Fight, il manga è stato pubblicato in un volume unico formato tankōbon come volume 0 di quest'ultima, reso un suo prequel. 
Un adattamento cinematografico anime dello studio MAPPA, intitolato Jujutsu kaisen 0 - Il film, è stato proiettato nei cinema nipponici nel dicembre 2021 e in quelli italiani nel giugno 2022.

## Trama
Yuta Okkutsu è perseguitato dallo spirito di Rika, la sua amica d'infanzia che è morta 6 anni prima e ora è maledetta perché entrambi hanno promesso di sposarsi una volta diventati adulti. Incontra Satoru Gojo, uno stregone sotto la cui guida si unisce all'istituto di arti occulte di Tokyo, in modo che possa imparare a controllare Rika e combattere al contempo gli esseri maligni.

## Media

### Manga
Jujutsu kaisen - Sorcery Fight 0 è scritto e disegnato da Gege Akutami. La serie in quattro capitoli è stata pubblicata sulla rivista Jump Giga di Shūeisha, con il titolo L'istituto di arti occulte di Tokyo, dal 28 aprile al 28 luglio 2017. Successivamente è stato pubblicato in un unico volume, retroattivamente intitolato Jujutsu kaisen - Sorcery Fight 0, il 4 dicembre 2018. L'edizione italiana è stata edita da Panini Comics il 14 maggio 2020.

#### Volumi
| Nº | Titolo italiano Giapponese 「Kanji」 - Rōmaji | Data di prima pubblicazione            | Data di prima pubblicazione           |
| Nº | Titolo italiano Giapponese 「Kanji」 - Rōmaji | Giapponese                             | Italiano                              |
| 0  | Oscurità abbagliante 「眩しい闇」 - Mabushii yami | 4 dicembre 2018 ISBN 978-4-08-881516-9 | 14 maggio 2020 ISBN 978-88-912-9238-4 |
| 0  | Capitoli - 1. Il bambino maledetto (呪いの子?, Noroi no ko) - 2. Profondamente annerito (黒く黒く?, Kuroku kuroku) - 3. La punizione per essere debole (弱者に罰を?, Jakusha ni batsuo) - 4. Oscurità abbagliante (眩しい闇?, Mabushii yami) |                                        |                                       |
| 0  | Trama Yuta Okkotsu è ossessionato dallo spirito della sua amica d'infanzia Rika, morta in un incidente stradale, la quale si manifesta come un'entità mostruosa che lo protegge contro la sua volontà. Incapace di controllare l'immenso potere di Rika, Yuta viene arrestato dagli stregoni, persone addestrate a combattere gli spiriti maledetti come Rika. Yuta desidera morire in modo che nessun altro possa farsi male, ma Satoru Gojo gli offre un percorso diverso, e lo iscrive all'Istituto di Arti Occulte di Tokyo, in modo che possa controllare Rika nella speranza di aiutare altre persone. Nei mesi che seguono, Yuta impara quindi la stregoneria e le arti di combattimento insieme ai suoi coetanei: Maki Zen'in, Toge Inumaki, e Panda, un panda parlante. Nel frattempo Suguru Geto, il più pericoloso stregone oscuro del Giappone, punta a sterminare coloro senza poteri e creare un mondo per soli stregoni. Per farlo, dichiara guerra all'istituto, affermando che il 24 dicembre scatenerà mille demoni sia a Kyoto che a Shinjuku. Mentre gli stregoni si occupano della minaccia, Geto invade la scuola per isolare Yuta e ottenere Rika. Per salvare i suoi amici, Yuta promette la sua anima a Rika e rimuove i limiti al suo potere. Riesce a sconfiggere Geto, che fugge e in seguito viene ucciso da Gojo. Una volta che Yuta si riprende, si prepara a salutare i suoi amici. Tuttavia, la maledizione viene sciolta da Rika e la sua anima è finalmente libera di riposare in pace. |                                        |                                       |

### Film
Dopo la conclusione della prima stagione della serie televisiva anime Jujutsu kaisen, è stato annunciato un film prequel come adattamento di Jujutsu kaisen - Sorcery Fight 0: L'istituto di arti occulte. Jujutsu kaisen 0 - Il film è stato presentato in anteprima nell'inverno 2021, per poi uscire nelle sale giapponesi il 24 dicembre 2021. Il 18 marzo 2022 è uscito anche negli Stati Uniti d'America, Canada e Europa. In Italia è stato doppiato e distribuito al cinema da Crunchyroll in collaborazione con Dynit e Nexo Digital dal 9 al 19 giugno 2022 dove risulta essere il nono film anime per incassi nella nazione.

## Accoglienza
Jujutsu kaisen - Sorcery Fight 0: L'istituto di arti occulte ha venduto 70 774 copie nella sua prima settimana. Secondo Oricon, il manga ha venduto 1,640,157 copie dal 23 novembre 2020 al 23 maggio 2021.